# Hans Breuer (Politiker)
Johann „Hans“ Breuer (* 16. September 1930 in Troppau; † 13. Juni 2021) war ein deutscher Kommunalpolitiker der SPD. Er war von 1972 bis 1990 Oberbürgermeister von Augsburg.

## Leben
Hans Breuer kam als oberschlesischer Heimatvertriebener im Jahr 1946 nach Westendorf im Landkreis Augsburg. Später zog er nach Augsburg, wo er in der NAK nach einer Lehre als Elektroinstallateur als Betriebselektriker eine Arbeitsstelle hatte. Im Jahr 1953 ging er als Praktikant zur Gewerkschaft Textil-Bekleidung und avancierte im weiteren Verlauf dort zum Gewerkschaftssekretär.
Am 20. Februar 1956 heiratete er seine Frau Sieglinde. Aus der Ehe ging ein Sohn hervor.
Breuer starb im Juni 2021 im Alter von 90 Jahren.

## Politische Karriere
Im Jahr 1956 wurde der damalige Gewerkschaftssekretär in den Augsburger Stadtrat gewählt. Diesem gehörte er bis 1990 an. Von 1966 bis 1972 amtierte er als Sportreferent und 3. Bürgermeister.
Im Jahr 1972 wurde er zum Oberbürgermeister der Stadt Augsburg gewählt. Dieses Amt hatte er bis 1990 inne. In seine Amtszeit fällt die prachtvolle 2000-Jahr-Feier Augsburgs im Jahr 1985.
Der Sozialdemokrat setzte sich in der Wählergunst dreimal gegen CSU-Bewerber um das OB-Mandat durch. Im Jahr 1972 siegte Breuer über den Kommunalpolitiker Ludwig Kotter, im Jahr 1978 über den Landtagsabgeordneten Hermann Knipfer und im Jahr 1984 über den Bundestagsabgeordneten Stefan Höpfinger.
In Hans Breuers Amtsperioden fallen sein Mitwirken am Entstehen des Zentralklinikums und der Universität Augsburg. Zusammen mit den Landräten umliegender Landkreise geschah das Gründen des Augsburger Verkehrsverbunds.
Als Sportreferent gelang ihm die Weichenstellung für das Abhalten der olympischen Kanuslalomwettbewerbe am Augsburger Eiskanal im Jahr 1972.

## Ehrungen
1980 erhielt Breuer die Liebieg-Medaille des Heimatkreises Reichenberg in Augsburg. 1983 wurde ihm das Verdienstkreuz am Bande der Bundesrepublik Deutschland verliehen. Mit dem Bayerischen Verdienstorden wurde er am 4. Juli 1991 ausgezeichnet. Seit dem 26. Oktober 1991 ist Breuer Ehrenbürger der Stadt Augsburg. Die Universität Augsburg ernannte ihn 1992 zum Ehrensenator.